# 워즈섬

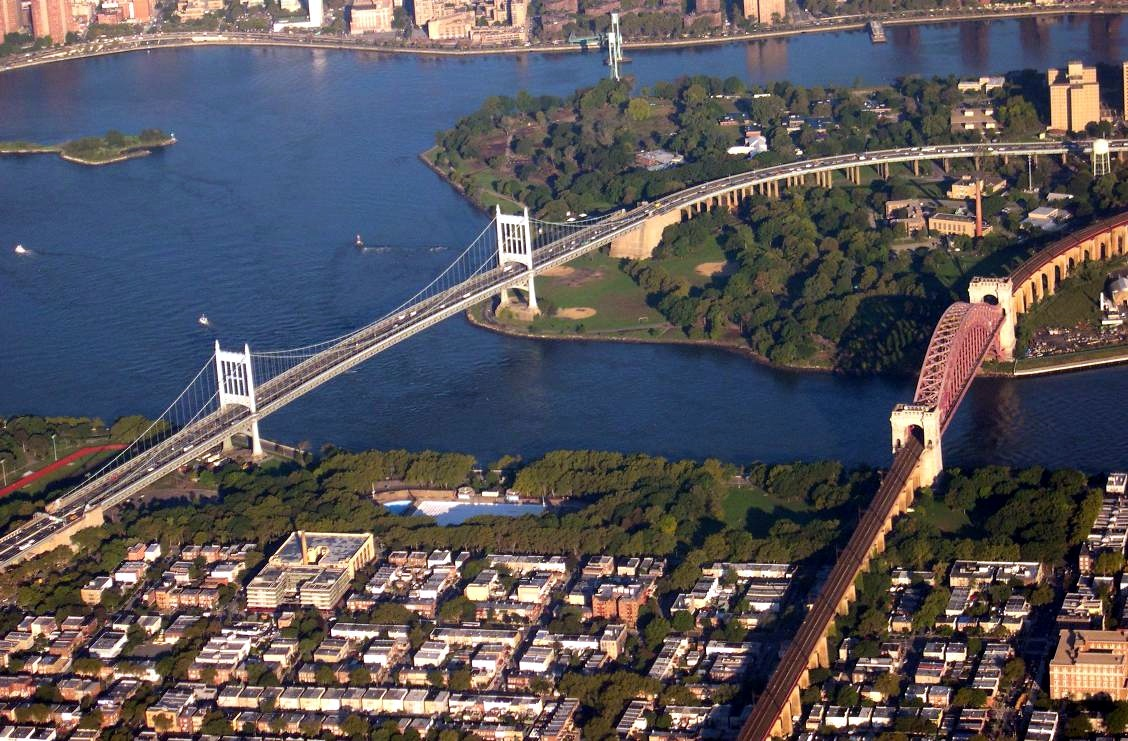
워즈 섬

워즈섬(Wards Island)은 뉴욕의 이스트 강에 위치한 섬이다. 행정구로는 맨해튼의 일부이다. 퀸스와는 헬 게이트 다리로 연결되어있다. 또한 현재는 매립에 의해 북쪽 랜들스아일랜드과도 연결되어있다. 두 섬은 뉴욕 공원 관리소와 연계하는 랜들스아일랜드 스포츠 재단이 운영하고있다.